# Mylabris sibylae
Mylabris sibylae es una especie de coleóptero de la familia Meloidae.

## Distribución geográfica
Habita en Angola.